# Безумие-13
«Безу́мие-13» (англ. Dementia 13) — американский художественный фильм в жанре триллера, выпущенный в 1963 году компанией American International Pictures (в США). Режиссёром и сценаристом картины выступил Фрэнсис Форд Коппола, продюсером — Роджер Корман. Хотя Коппола и был причастен к двум проектам до «Безумия-13», этот фильм считается его дебютной режиссёрской работой.

## Сюжет
События фильма разворачиваются внутри аристократического семейства Хэлоран.
Действие начинается с того, что Джон Хэлоран (Питер Рид) вместе с женой Луизой (Луана Андерс) устраивают ночную прогулку на лодке. Джону скоро предстоит ежегодная поездка на своеобразный семейный ритуал — ежегодные похороны его сестры Кэтлин (Барбара Даулин), утонувшей из-за несчастного случая несколько лет назад.
С первых минут становится ясно, что отношения между супругами далеки от совершенства. Луиза уговаривает Джона, чтобы тот повлиял на его не вполне психически здоровую мать, леди Хэлоран (Этна Данн), которая собирается оставить своих детей без наследства, передав деньги на благотворительность. Но Джону все равно — он знает, что серьёзно болен и может в любой момент умереть от разрыва сердца. Укорив меркантильную жену, Джон бросает весла и падает на дно лодки, мучимый сердечным приступом. На беду Луизы он забыл захватить с собой лекарства, и до берега уже довольно далеко. Джон умирает. Луиза избавляется от трупа. Теперь задачу по внесению изменений в завещание она должна решать сама. Без Джона она не может рассчитывать на долю наследства, так что ей приходится придумать способ, который поможет убедить членов семьи в том, что мужа срочно отозвали в Нью-Йорк по делам фирмы.
Отправив письмо с извинениями по поводу отсутствия от имени Джона, Луиза сама приезжает в его родовое поместье Касл Хэлоран, где её встречают братья Джона Билли (Барт Паттон) и Ричард (Уильям Кэмпбелл) и их мать.
Луиза собирает информацию о ежегодном поминальном ритуале и событиях, предшествовавших ему, для того, чтобы найти ключи к сердцу матери семейства. Она убеждает леди Хэлоран в том, что имеет связь с потусторонним миром; это позволяет ей регулярно общаться с утонувшей Кэтлин. Однако в планы Луизы вмешивается психопат, орудующий топором в окрестностях поместья и рубящий головы домочадцев. Он рьяно защищает светлую память безвременно ушедшей Кэтлин, и первой жертвой становится именно Луиза.
После исчезновения Луизы Хэлораны просят о помощи друга семьи, доктора Джастина Калеба (Патрик Маги), который должен разрешить эту загадку.

## В ролях
- Уильям Кэмпбелл — Ричард Хэлоран
- Луана Андерс — Луиза Хэлоран
- Барт Паттон — Билли Хэлоран
- Мэри Митчел — Кейн
- Патрик Маги — доктор Джастин Калеб
- Этна Данн — леди Хэлоран
- Питер Рид — Джон Хэлоран
- Карл Шанцер — Саймон
- Рон Перри — Артур
- Дерри О’Донован — Лилиан
- Барбара Даулин — Кэтлин

## Съёмочная группа
- Чарльз Ханауолт — главный оператор
- Альберт Локателли — художник-постановщик
- Ричард Далтон — ассистент режиссёра
- Элеанор Нил — декоратор
- Джон Викарио — оператор
- Лайам Саурэн, Джозеф Гросс — звук
- Пол Джулиан — титры
- Эдвард Делэйни — скульптура
- Майкл Пурцелл, Патрик Брэйди, Патрик Дойл, Джордж Брэйди — техперсонал
- Майкл Вайнс — помощник осветителя
- Аймонн Кэллиан — ассистент видеорежиссёра
- Мэрианн Вуд — младший продюсер
- Вильям Джозеф Брайан — технический консультант
- Морт Тубор, Стюарт О’Брайан — редакторы
- Джэк Хилл — режиссёр-постановщик 2 съёмочной группы
- Рональд Штайн — музыка
- Роджер Корман — продюсер
- Фрэнсис Коппола — режиссёр-постановщик

Снято на студии Ardmond Studios, Брэй, Ирландия.

## Благодарности
- Аэр Лингус (Aer Lingus)
- Ирландским международным авиалиниям
- Пивоварням Гиннесс, Дублин

## Факты
- Первоначально фильм должен был называться просто «Безумие» (англ. Dementia). Число «13» было добавлено к названию, когда выяснилось, что уже существует фильм «Безумие» 1955 года.
- Фильм принимал участие в просмотре первого по счёту кинофестиваля Sundance Film Festival в 1985 году.
- Ассистентом режиссёра и второстепенным сценаристом выступил друг Фрэнсиса Форда Копполы Джек Хилл.